# Турач савановий
Тура́ч савановий (Pternistis clappertoni) — вид куроподібних птахів родини фазанових (Phasianidae). Мешкає на півночі Субсахарської Африки. Вид названий на честь шотландського мандрівника Г'ю Клаппертона.

## Підвиди
Виділяють два підвиди:
- P. c. clappertoni (Children & Vigors, 1826) — Сахель (від крайнього сходу Малі до південного Судану, півночі Південного Судану, північно-східної Уганди і західної Ефіопії);
- P. c. sharpii (Ogilvie-Grant, 1892) — Ефіопське нагір'я (північна і центральна Ефіопія, Еритрея).

## Поширення і екологія
Саванові турачі мешкають в Малі, Нігері, Нігерії, Камеруні, Чаді, Центральноафриканській Республіці, Судані, Південному Судані, Ефіопії, Еритреї і Уганді. Вони живуть в саванах та на сухих луках Hyparrhenia, місцями порослих чагарниками і деревами Acacia, Terminalia і Combretum. Зустрічаються парами або невеликими сімейними зграйками, переважно на висоті до 2300 м над рівнем моря. Живляться насінням, ягодами і безхребетними.